# Stefano Mancinelli
Stefano Mancinelli (* 17. März 1983 in Chieti) ist ein ehemaliger italienischer Basketballspieler.

## Werdegang
Mancinelli wechselte als Jugendlicher aus Chieti zu Fortitudo Bologna. Bei dem Verein gab er im Laufe der Saison 2000/01 seinen Einstand in der Serie A. 2005 wurde er mit Bologna italienischer Meister und Supercupsieger. Er bekam in Bologna das Amt des Mannschaftskapitäns übertragen.
Mit Turin stieg er 2015 in die Serie A auf, 2016 kehrte der den Spitznamen Mancio tragende Mancinelli nach Bologna zurück. Dort spielte er bis 2022.

### Nationalmannschaft
2001 gewann Mancinelli seine einzige Medaille im Nationaltrikot, als er mit Italiens Auswahl Dritter der Mittelmeerspiele wurde. Er nahm an der Weltmeisterschaft 2006 sowie an den Europameisterschaften 2005, 2007 und 2011 teil. Mancinelli war zeitweilig Kapitän der Nationalmannschaft.